# 일대명상진정경
《일대명상진정경》(중국어 간체자: 一代名相陈廷敬, 정체자: 一代名相陳廷敬, 병음: Yí dài míng xiàng chén tíng jìng 이다이밍샹천팅징[*])은 중국의 텔레비전 드라마이다.